# Austro-ugarske vile i kuće u Puli
Austrougarske vile i kuće u Puli čine sklop pretežno stambenih zgrada u Puli koje su najvećim dijelom koncentrirane u gradskoj četvrti Verudi. Vile i kuće započele su se graditi ubrzo nakon odabira Pule za glavnu ratnu luku Carevine Austrije (poslije Austro-Ugarske) sredinom 19. stoljeća. Primarna funkcija bila im je rezidencijalna jer je grad morao zadovoljiti smještajne potrebe viših i nižih časnika uglavnom pridošlih iz različitih krajeva carevine.
Četvrt Veruda tada u planovima nazivana Novom Pulom (njem. Neue Pola) udomila je mnoge vile, a neke su bile u vlasništvu poznatih suvremenih Puljana poput Miklósa Horthyja (Villa Horthy), Georga Ludwiga von Trappa (Casa Trapp ili Trappova kuća), Eleonore Habsburške i Alfonsa von Klossa (Villa Idola iz 1914.) itd.
Neke su vile imale upravnu funkciju poput vile Monai u kojoj se nalazilo sjedište Ces. i kr. jahtaške eskadre u Puli.
Među najpoznatijim austrougarskim vilama i kućama jesu palača nadvojvode Karla Stjepana istoimenog vlasnika (porušena u Drugom svjetskom ratu), villa Geyer puljskog arhitekta Ferdinanda Geyera, Skrazinova palača, kuća Malusà puljskog arhitekta Domenica Malusàa, casa Petinelli, zgrada Pro Concordia, Wassermannova kuća, villa Rizzi podestata Lodovica Rizzija, villa Martinz, villa Noelting kontraadmirala Miecislausa Rittera von Siemuszowe-Pietruskog, villa Veruda ravnatelja zvjezdarnice Emila Herdliczke, villa Mendelein koju je projektirao bečki arhitekt Johann Pokorny, villa Matilde, villa Henriquez, villa Nora dirigenta Gustava Schmidta, villa Wolff poznatog slikara Georga Rittera von Wolfa itd.

## Više informacija
- Stožerna zgrada
- Ville Münz
- Austrougarska ratna mornarica